# Candanchú
Candanchú este o stațiune de sporturi de iarnă situată în Pirineii Aragonezi ( Spania ), în municipiul Aísa, în comarca Jacetania ( Huesca ). În 2005 avea 110 locuitori. Originea numelui « Candanchu ar fi o deformare a „Camp d'Anjou”, locul servind cândva ca sit militar pentru ducii de Anjou din casa de Plantagenet ] . Candanchú formează împreună cu localitatea învecinată, Astún⁠(d), zona de schi Astún-Candanchú, una dintre cele mai importante din Pirinei .

## Descriere

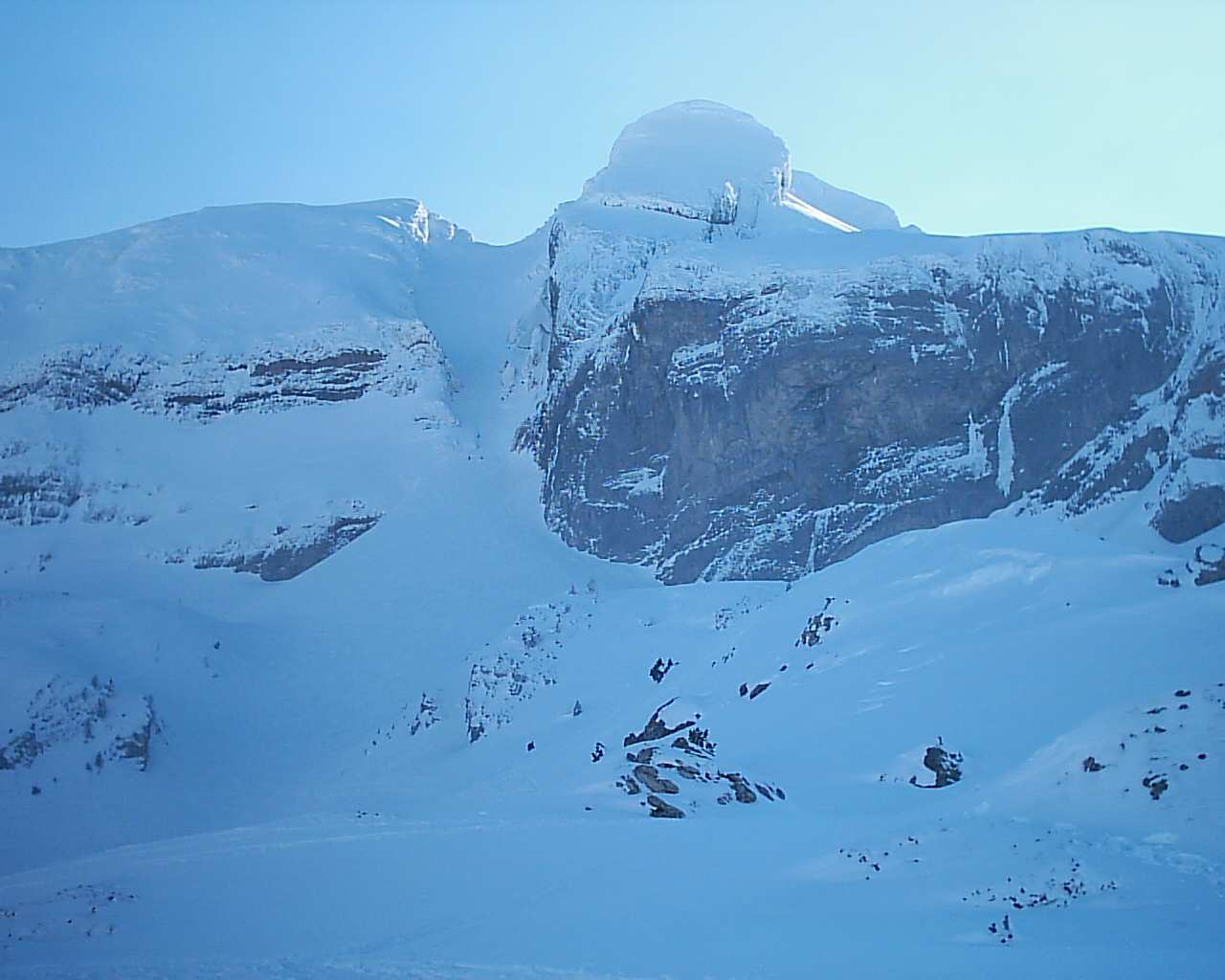
Vedere asupra miticului Tubo de la Zapatilla

Cea mai veche stațiune de schi din Spania  (înființată în 1928), Candanchú este situată în Pirineii Aragonezi, lângă izvorul Aragonului și 2 km de Col du Somport, granița cu Franta . Este aproape de gara Astún și aproximativ 28 km de Jaca, important centru pentru iubitorii de schi, împreună cu care formează zona de schi Astún-Candanchú .
Zona de schi alpin al Candanchú este împărțită în patru zone : Tobazo (zona principală, cu stadionul de competiție), Rinconnada-Tortiellas, Tuca (zona superioară a stațiunii) și Pista Grande (zona preferată pentru începători). Dintre cele 44 de pârtii de schi alpin, stațiunea are 11 pârtii aprobate de Federația Internațională de Schi (FIS)  și găzduiește în mod regulat competiții naționale și internaționale.
Zona de schi fond Candanchú- Le Somport⁠(d) are 35 km (10 km partea spaniolă, 25 km pe partea franceză) întinse pe 9 bucle, majoritatea traversând La Forêt des Hêtres , dintre care unele sunt aprobate de FIS. Candanchú s-a dotat și cu un stadion de tir cu pușca, pentru a organiza competiții oficiale de biatlon . O hartă a traseelor de schi fond este disponibilă aici Arhivat în 3 martie 2016, la Wayback Machine. .
Din vârful stațiunii se vede o panoramă vastă a Pirineilor francezi și spanioli. În prim plan, Sierra de Aisa cu în special Pic d'Aspe, iar mai departe Pic du Midi d'Ossau, Pic d'Anie și Pic d'Orhy, Pic du Balaïtous și mai departe, Masivul du Mont-Perdu .

## Caracteristici

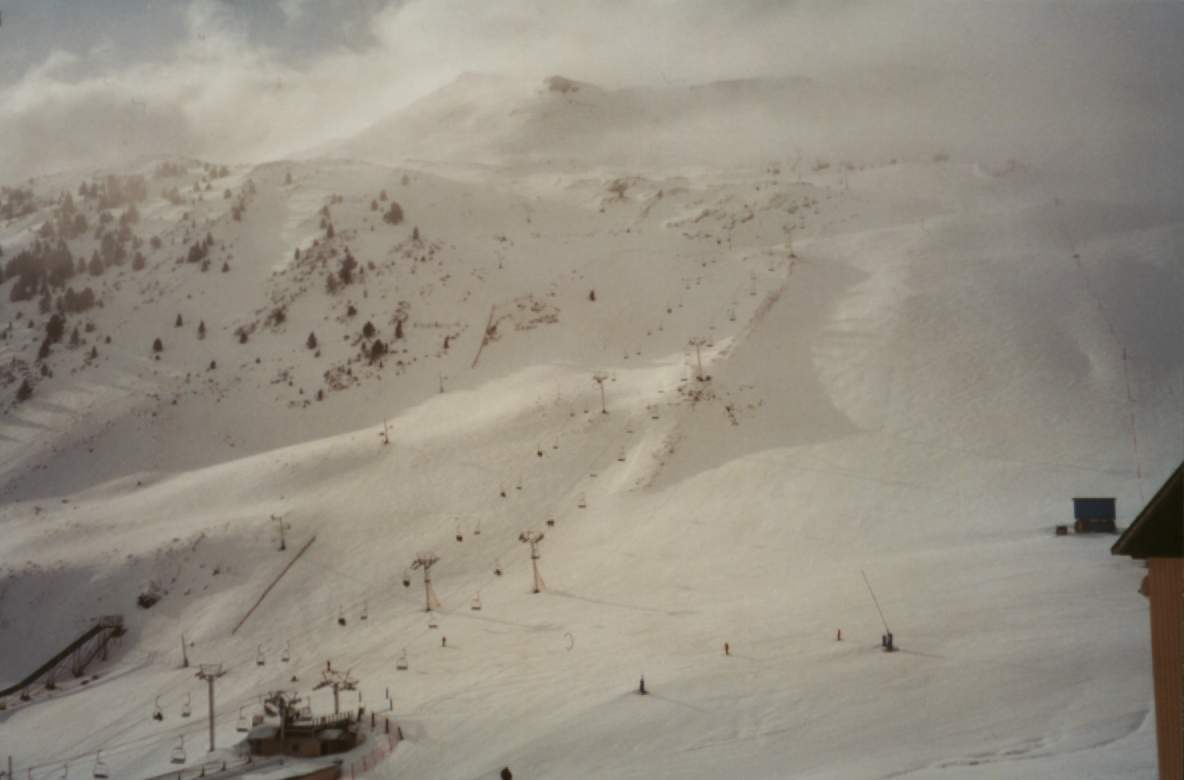
Partea inferioară a zonei Tobazo - Puteți vedea telescaunul Tobazo II și telescaunul Ollas, înlocuit de atunci cu telescaunul Reina Sofia.

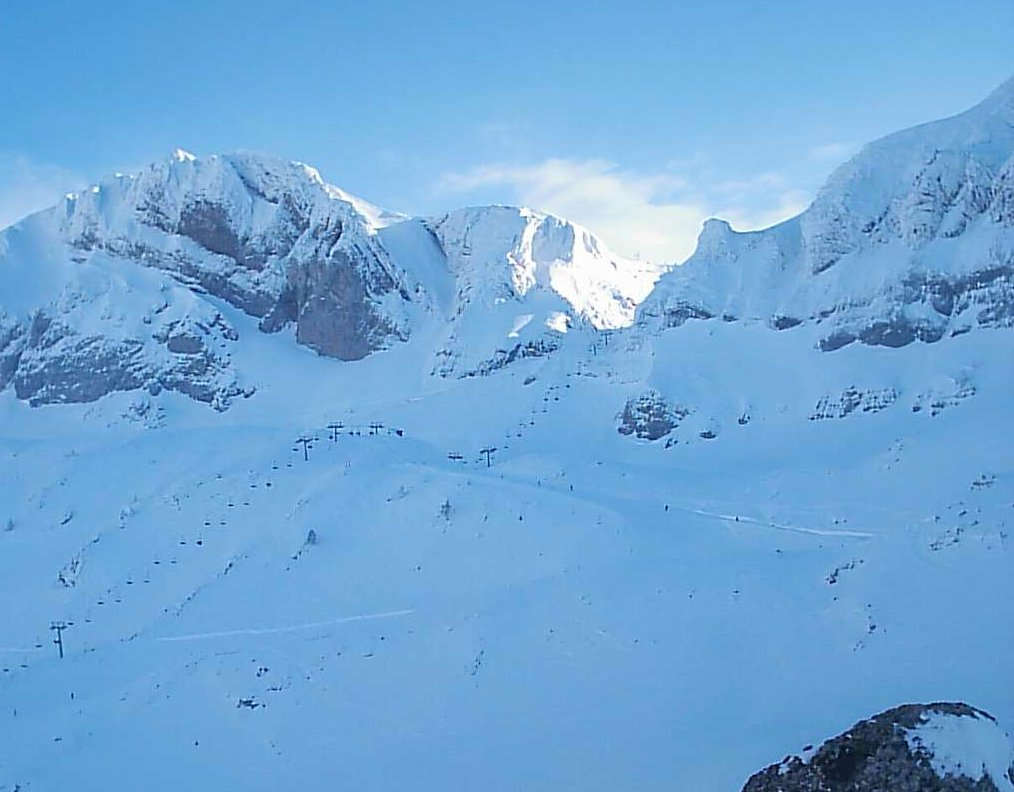
Zona Rinconnada-Tortiellas

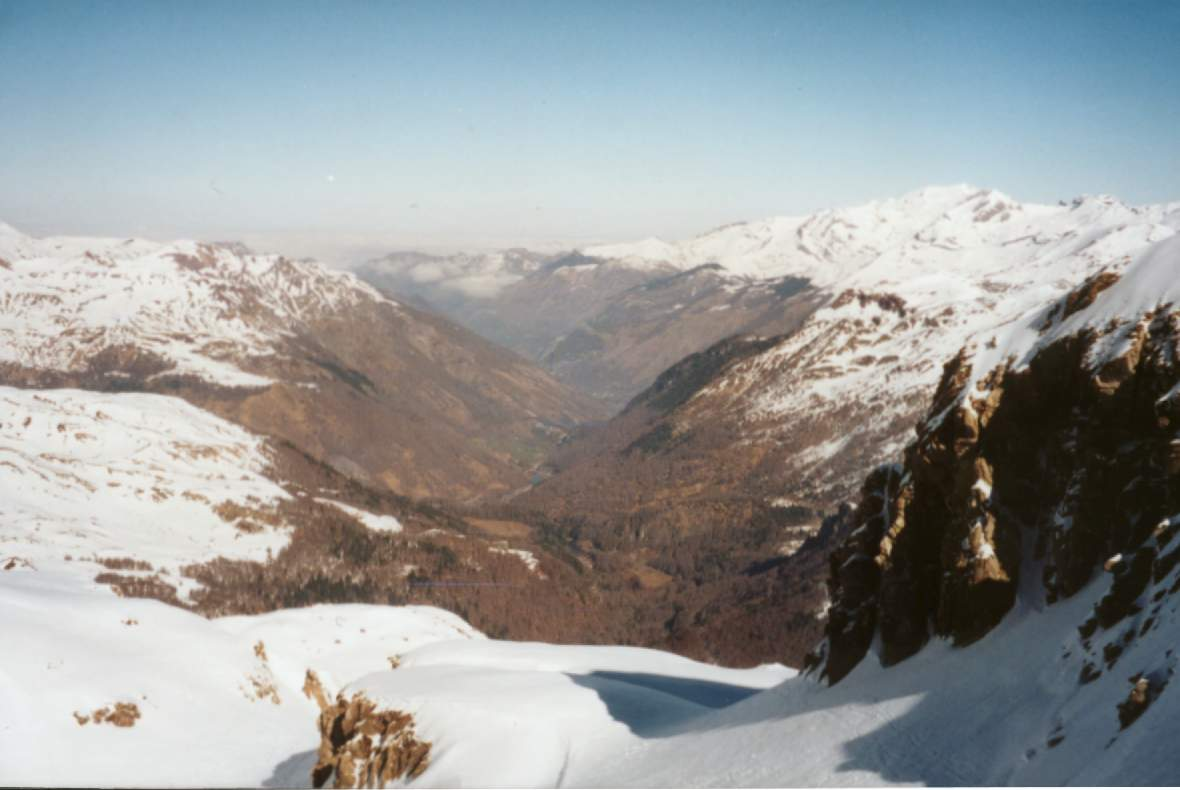
Valea Aspe văzută din vârful din Candanchú, Tuca Blanca.

- Candanchú este renumit pentru dificultatea pistelor sale negre, precum și pentru unele trasee în afara pistei, cum ar fi Tubo de la Zapatilla [4] (vezi foto) și Loma Verde, care au înregistrat deja câteva accidente mortale. Deși nu au fost niciodată pregătite sau marcate în trecut, aceste trasee nu mai sunt indicate pe harta pistelor Candanchú, din motive evidente de siguranță.

- Școala militară de munte spaniolă [5] și-a bazat infrastructura în Candanchú.

- Candanchú a fost și prima stațiune spaniolă care a organizat lecții de schi, atât pentru schiori amatori, cât și pentru viitorii instructori.

- Candanchú are și cel mai vechi hotel construit într-o stațiune de schi de înaltă munte (1560 m): este Hotelul Candanchú, construit în 1935 [6] .

- Candanchú este o etapă a GR 11 și este situată pe Camino de Santiago .

## Legături cu gara Astún
Candanchú și Astún oferă un skipass comun, cu o conexiune de autobuz între cele două zone, ceva destul de comun în zonele de schi alpin. Împreună, cele două stațiuni formează zona de schi Astún-Candanchú, a cărei hartă a pârtiilor este disponibilă aici Arhivat în 29 decembrie 2009, la Wayback Machine. .

## Proiecte

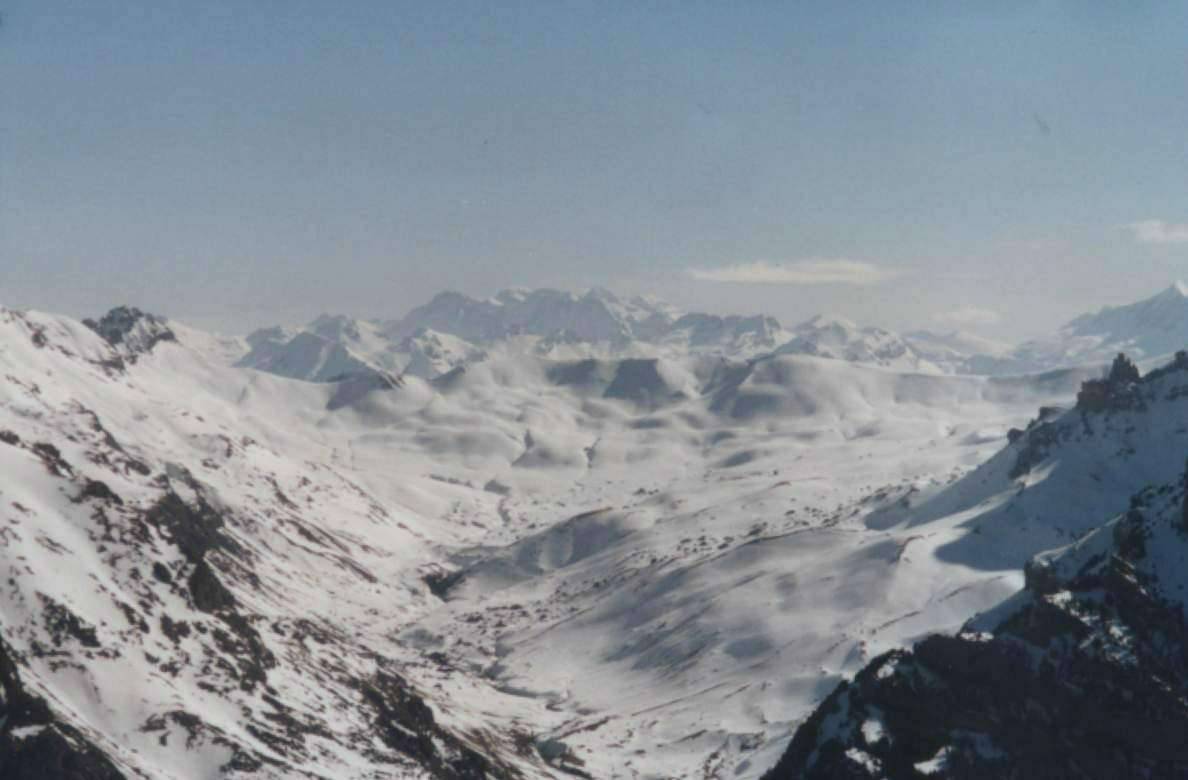
Din Tuca Blanca, vedere la canalul Izas, prin care se prevede legătura cu Formigal. Pe fundal, masivul Mont Perdu.

În prezent, se analizează un proiect de fuziune cu grupul semi-public Aramón  . De fapt, Candanchú este o companie privată care funcționează independent, dar nu fără dificultăți financiare care nu permit modernizarea sau extinderea acesteia. Pe lângă ajutorul financiar, preluarea Candanchú de către Aramón ar putea face posibilă realizarea (vechiului) proiect de legătură fizică cu Astún (legatura fiind făcută astăzi cu autobuzul) și, pe termen lung, Astún - Candanchú link - Formigal , deși acest proiect este foarte criticat de către asociațiile de protecție a naturii care denunță pe bună dreptate „lovirea” muntelui care este greu de evitat în astfel de proiecte. Dacă acest proiect ar vedea lumina zilei, zona Astun -Candanchú- Formigal ar fi chiar mai mare decât Grandvalira ( Pas de la Casa ), în prezent cea mai mare zonă de schi din Pirinei  .

## Olimpiada de iarnă
Candanchú a fost de patru ori candidat pentru a găzdui evenimente ale Jocurilor Olimpice de iarnă, prin candidatura orașului Jaca în 1998, 2002, 2010 și 2014.

## Servicii și facilitati
Stația oferă toate serviciile clasice : 27 teleschi cu o capacitate de 26.100 schiori/oră (6 telescaune, 17 teleschiuri, 4 covoare), infirmerie, școală de schi, precum și școală de instructori. Există și diverse posibilități de catering, închiriere de echipamente, îngrijire etc. Statiunea ofera si numeroase variante de cazare, (hoteluri de 2 si 3 stele, apartamente, refugii, pensiuni. . . )
Stația Canfranc⁠(d), aflată la 5 kilometri, permite schiorilor să călătorească cu trenul de la aeroportul internațional Zaragoza .